# ويليام غيلبرت
ويليام غيلبرت (بالإنجليزية: William Gilbert)‏ (4 يونيو 1856 في المملكة المتحدة - 4 يناير 1918 في المملكة المتحدة) هو لاعب كريكت بريطاني (وحمل سابقاً جنسية المملكة المتحدة لبريطانيا العظمى وأيرلندا). لعب مع نادي مقاطعة ساسكس للكركيت ‏.

## وصلات خارجية
- ويليام غيلبرت على موقع إي آس بي آن كريك إنفو (الإنجليزية)